# マイ・ボス マイ・ヒーロー2 リターンズ
『マイ･ボス マイ・ヒーロー2 リターンズ』（原題：투사부일체、漢字表記：闘師父一体）は2005年公開の韓国映画。前作『マイ・ボス マイ・ヒーロー』に引き続きチョン・ジュノ、キム・サンジュン、チョン・ウンイン、チョン・ウンテクが出演し、ヒロインとして新たにハン・ヒョジュが加わっている。

## キャスト
- ケ・ドゥシク - チョン・ジュノ[3]
- オ・サンジュン - キム・サンジュン
- キム・サンドゥ - チョン・ウンイン
- テガリ - チョン・ウンテク
- ヤン・ドンパル - カン・ソンピル
- チェ・ナヨン - チェ・ユニョン
- ユ・ミジョン - ハン・ヒョジュ
- イ・グァンギュ - パク・ヨンギ
- シン・ガンナム - イム・セホ

## スタッフ
監督：キム・ドンウォン